# بلال بشام
بلال بشام (انگلیسی: Bilal Basham؛ زادهٔ ۷ آوریل ۱۹۹۱) بازیکن هندبال اهل بحرین است.